# Kappel am Krappfeld
Kappel am Krappfeld is een gemeente in de Oostenrijkse deelstaat Karinthië, en maakt deel uit van het district Sankt Veit an der Glan.
Kappel am Krappfeld telt 2023 inwoners.

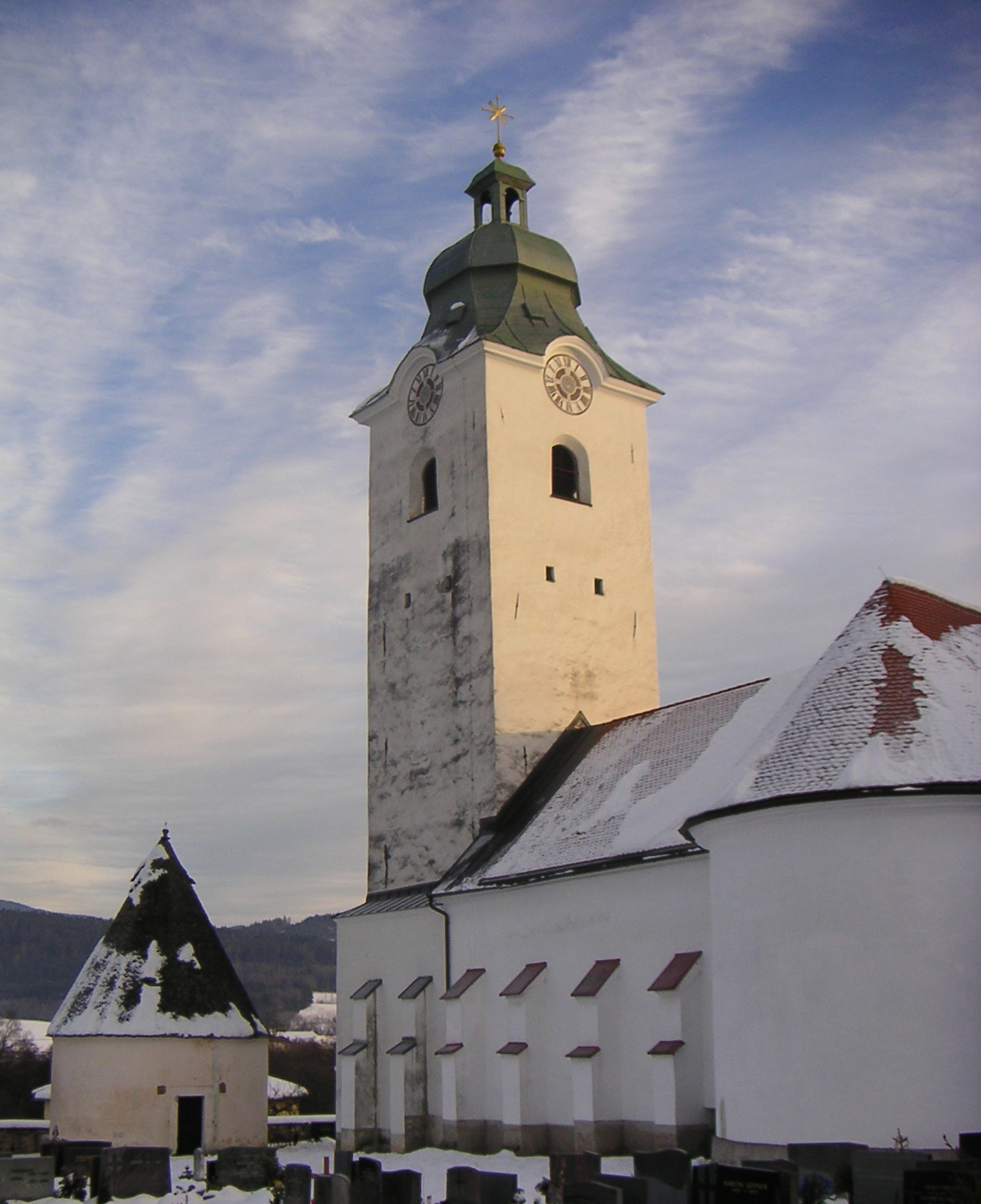
Parochiekerk van Kappel am Krappfeld
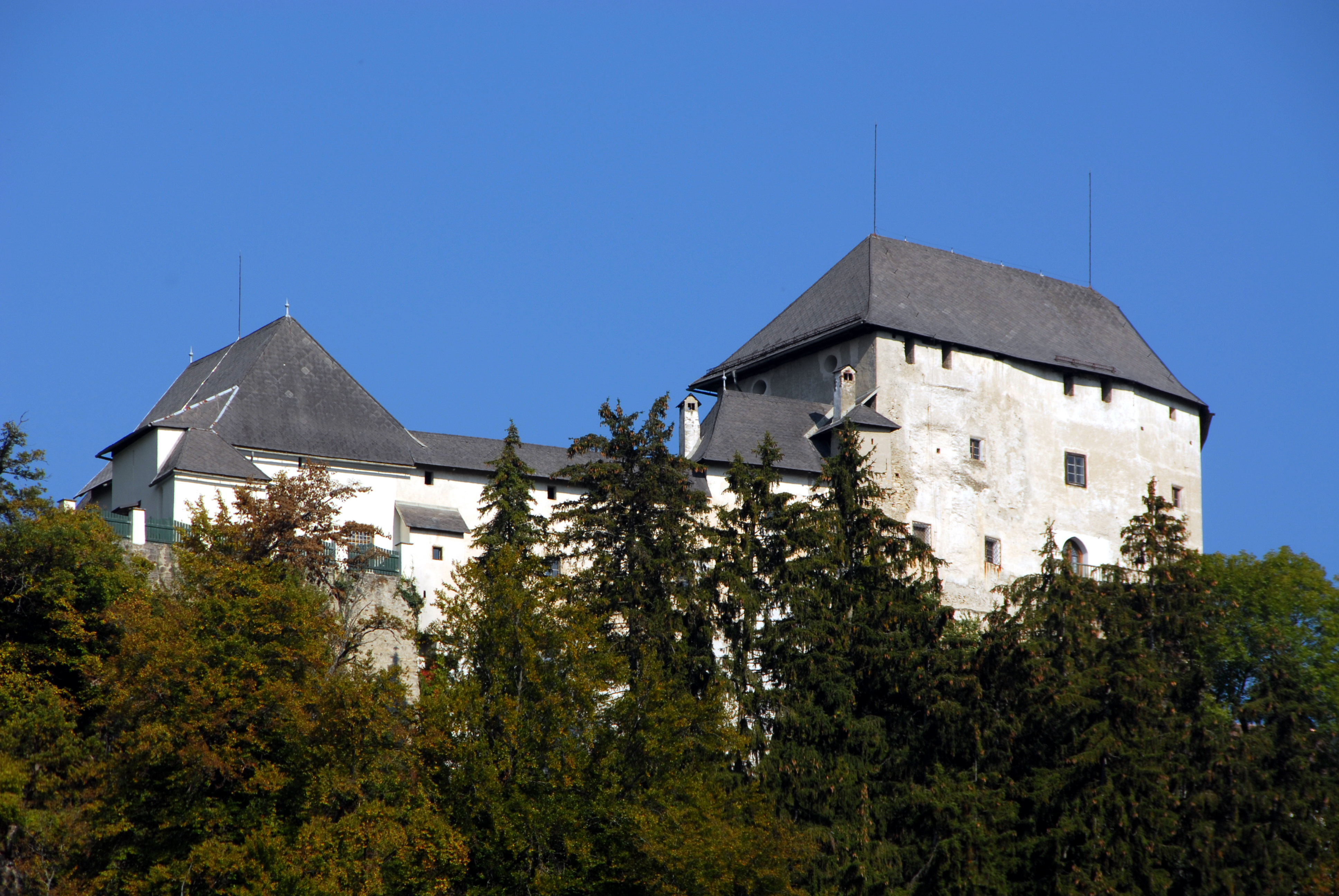
Burcht Mannsberg
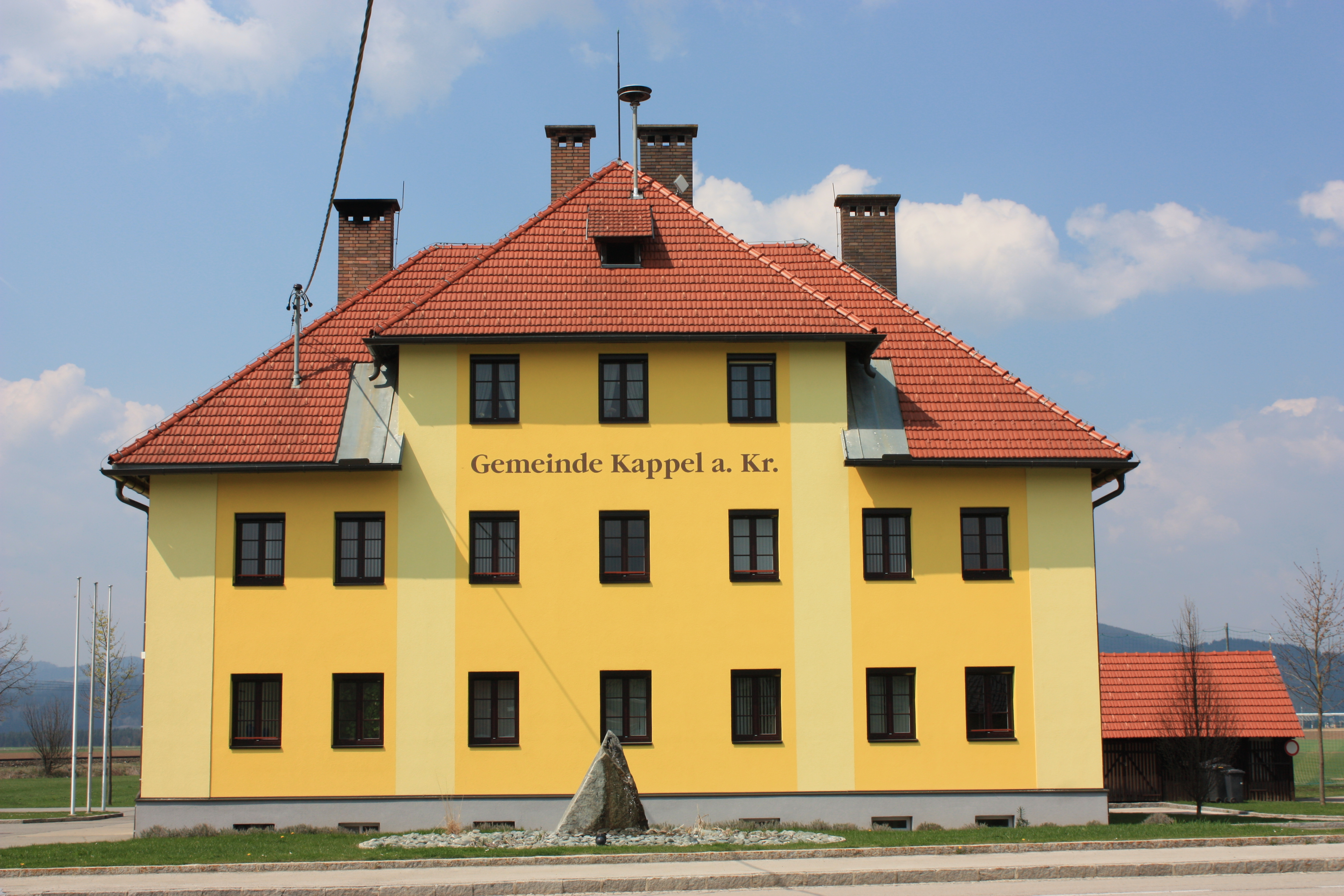
Gemeentehuis

Althofen · Brückl · Deutsch-Griffen · Eberstein · Frauenstein · Friesach · Glödnitz · Gurk · Guttaring · Hüttenberg · Kappel am Krappfeld · Klein Sankt Paul · Liebenfels · Metnitz · Micheldorf · Mölbling · Sankt Georgen am Längsee · Sankt Veit an der Glan · Straßburg · Weitensfeld im Gurktal
- Gemeinsame Normdatei: 4389553-0
- Virtual International Authority File: 240518715
- WorldCat: E39PBJjxyd4h9tcQJFgPyqvbVC